# Domica
Domica je největší jeskyně Slovenského krasu. Řadí se mezi jeskyně světového významu.
Nachází se na jižním svahu Silické planiny v okrese Rožňava. Představuje část jeskynního komplexu, který vytváří s jeskyní Baradla v Maďarsku jeden systém celkové délky 21 kilometrů. Samotná Domica je dlouhá 5140 metrů, z této délky je od roku 1932 pro veřejnost zpřístupněný okruh dlouhý 1775 metrů. Objevil ji Ján Majko v roce 1926.
Mimořádná pestrost krápníkové výzdoby a bohatství tvarů řadí Domicu mezi nejkrásnější slovenské jeskyně. Součástí prohlídky je plavba po podzemní říčce Styx. Domica představuje typ říční jeskyně v zralém až starším stádiu vývoje. Teplota jeskyně se pohybuje od 10 °C do 12,3 °C a vlhkost mezi 95 až 97%. 

## Vznik a struktura
Jeskyně byla vytvořená ve vápencích středního triasu. Je výsledkem korozívně-erozivní činnosti podzemního toku Styxu a Domického potoka, o čem svědčí oválné tvary chodeb a množství říčního štěrku mimojeskynního původu. Domica se nachází v třech vývojových úrovních s relativním výškovým rozdílem 8 až 12 metrů. V každé z úrovní se vystřídala období erozivní a akumulační, což dosvědčují klasicky vyvinutá koryta na podlahách. Současná suchá koryta představují nejstarší vývojovou úroveň, zatímco prostory, kudy protéká Styx a Domický potok, vytvářejí střední vývojovou úroveň. Pod ní se nachází nejmladší vývojová úroveň, zanesená štěrkem a hlínou. Nejvýznamnější části Domice se začaly vytvářet pravděpodobně po vyzdvižení poltárské formace nad hladinu moře ve svrchním panonu, kdy se zformovala i současná hydrografická síť.
Uměle prokopaný vchod leží v nadmořské výšce 339 metrů, vedle ponoru Domického potoka pod stejnojmenným vrchem, podle kterého je pojmenovaná také jeskyně. Suché prostory zahrnují Vstupní chodbu, Prales, Koncertní síň, Palmový háj, Dóm pagod, Suchou chodbu a Síň teras. Všechny jsou vyzdobené množstvím odumřelých krápníkových útvarů. Růžové zabarvení některých krápníků pochází z červené půdy (terra rosa). Nižší části zahrnují Objevnou chodbu, kterou protéká Domický potok a prostory s podzemním tokem Styxu – Panenskou chodbu, Majkův dóm, První a Druhou plavbu. První plavbu tvoří Gotický dóm, jehož dno vyplňuje 100 metrů dlouhé jezero. Na konci Gotického dómu je Klenotnice s krápníkovými útvary Smútoční vrby a Sloupem vítězství. Prostory Druhé plavby se skládají ze síní a dómů, jejichž dno je zaplavené Styxem v délce 480 m. Z krápníkových útvarů jsou nejzajímavější záclony Chobotnice a talířové stalagmity Skalní růže v Květnici. Jeskyně vyniká bohatstvím tvarů, z nichž jsou pro Domicu nejtypičtější krápníkové štíty a bubny, cibulovité stalaktity, kaskádová jezírka (Římské lázně, Plitvická jezera) a guanové hrnce.

## Problémy jeskyně

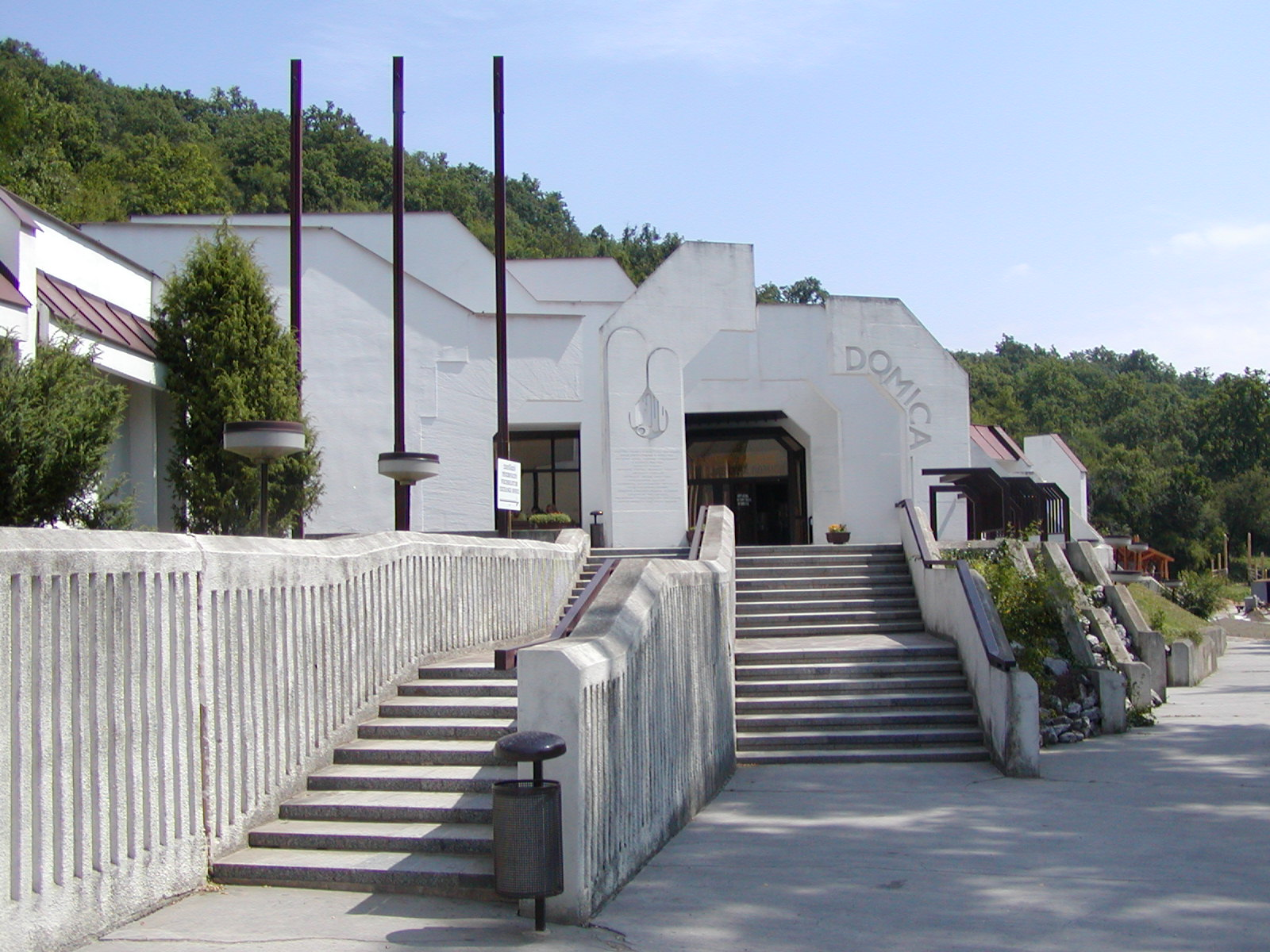
Vstupní areál

Od začátku padesátých let až do roku 1984 trpěla Domica prakticky každý rok záplavami, které začaly ohrožovat jeskyni poté, co byly rozorané meze na okolních družstevních polích. Po vydatných bouřkách stékala přebytečná voda z nesprávně zoraných polí přímo před jeskyni. Velké záplavy postihly Domicu v letech 1954, 1956, 1964. Například v roce 1960 se po záplavách proměnily závrty na Silické planině na jezera. Největší katastrofa postihla Domicu v dubnu 1977. Tehdy zuřila silná bouřka s velmi vydatnými srážkami. Prostor před jeskyní se pomalu proměnil v jezero a to bouřka stále neustávala. Nakonec tlak stoupající vody prolomil těžkou železnou bránu ve vchodu a obrovský proud vody se vevalil do prostorů jeskyně. Vstupní chodbu, Černošskou chýši, Archeologickou chodbu, Síň 11 plamenů, Majkův dóm, Římské lázně, První plavbu a v levém křídle Prales až po Japonskou čajovnu postihla záplava a ničivý živel tam všude zanechal stopy. Hned za vstupní bránou nápor vody vymlel na betonovém chodníku asi čtyři metry dlouhou díru. Na Rozcestí zmizel beze stopy štěrk a písek připravený na úpravu chodníků. Na archeologických lokalitách příval vody odplavil nainstalované artefakty neolitického člověka a lokality byly zanesené značnou vrstvou řídkého bahna. Zničené byly i rozvody elektrického osvětlení. Škody byly také rozsáhlé, že se uvažovalo až o úplném uzavření Domice. Nakonec se tehdejší Ministerstvo kultury SSR rozhodlo provést nákladnou obnovu jeskyně a vybudovat vstupní areál, který by zvýšil bezpečnost jeskyně. Nový areál byl oficiálně odevzdaný do užívání 4. října 1984 a v současnosti neslouží jen jako ochrana jeskyně, ale také jako výstavní prostor pro archeologické artefakty.
Vybudováním nového vstupního areálu se však odstranily pouze ničivé záplavy. Mnohé další problémy však ohrožují Domicu i nadále. Největším problémem v jeskyni je instalace nevhodných světel, které podporují růst mechu na krápnících. Krápníky jsou ošklivě zelené, nemluvě o tom, že může dojít k jejich narušení. Dalším problémem jsou organické látky z polí, které pronikají do jeskyně, stékají po stěnách a usazují se na dně jezírek. Mění se chemické složení vody v jeskyni a tím je ohrožena existence krápníků.

## Archeologické nálezy
Domica je významnou archeologickou lokalitou. Jeskyně byla obydlená již před 5000 lety neolitickým člověkem, důkazem čehož jsou bohaté nálezy ohnišť, různých střepů z nádob bukovohorské kultury (asi 45 000 kusů), kamenných škrabek, skalních mlýnků, kostěných předmětů a pozůstatků po kolových stavbách. V Posvátné chodbě se na stěnách zachovaly kresby uhlíkem (ornamenty). Mezi sintrovými útvary je pozoruhodná zasintrovaná nádobka bukovohorské kultury.

## Chráněné území
Domica je národní přírodní památka ve správě příspěvkové organizace Správa slovenských jeskyní. Nachází se v katastrálním území obcí Dlhá Ves a Kečovo v okrese Rožňava v Košickém kraji. Území bylo vyhlášeno v roce 1972 a novelizováno v roce 2005. Rozloha ochranného pásma byla stanovena na 616,6892 ha.